# 蝦掰天文社
《蝦掰天文社 公立海老栖川高中天悶社》（日语：えびてん 公立海老栖川高校天悶部），簡稱「蝦掰天文社」，是由SCA-自構思劇情，狗神煌繪製的日本漫畫；從『月刊Comp Ace』2008年12月號起連載中。台灣方面由台灣角川代理。改編動畫於2012年7月開始播放。

## 劇情大綱
剛入學來到海老栖川高中的一年級新生野矢一樹，為了能進入天文社而尋找社團，結果社團教室卻位於地下室。沒想到在那裡的不是「天文社」、而是女子集團「天悶社」（日文發音與「天文社」相同），無厘頭故事就此展開……。

## 登場人物
野矢一樹（聲優：能登麻美子／伊瀨茉莉也）
本作的男主角，是天悶社唯一男性社員，高中一年級，也是野矢財團的下任總裁。由於外表有女孩子的氣息，所以常被迫穿女裝。會加入天悶社的原因，是把天悶社誤認為天文社。原作中，當男性費洛蒙升高時，就會變成身高變高的第二人格，想組織後宮且偏好幼女。動畫中，一樹常常穿著女性的制服，而且似乎必須服用泉子準備的藥物以壓制第二人格的出現，但因為響子所計畫的「把一樹跟羽片獨自關在社辦之後觀察」以及大森老師「發現她男朋友喜歡巨乳，而脫了羽片的制服按摩胸部」等事情，而讓第二人格出現。
動畫中的第二人格跟原本的個性完全不同，非常具有主人跟統治者的架式，想藉著散播男性費洛蒙讓很多女僕服從他。泉子稱一樹的第二人格為真正的一樹大人，又一樹的第二人格曾稱呼響子為未婚妻。轉學前跟泉子同班。
戶田山響子（聲優：小清水亞美／阿澄佳奈）
本作的女主角，高中二年級，同時也是天悶社的麻煩製造者。對於想加入天悶社的一樹設下了入社試驗，原本想以將金森的同人誌本的某頁給剪開後叫他拼回去來讓他失格（動畫還加了「聖鬥士星矢」版的入社試驗二）等等。基本上是隨興而做，粗俗的話也能毫不猶豫地說。常說自己是「望遠鏡迷」，能夠組裝出在社團教室中的大型杜布森望遠鏡（雖然只有外殼）。此外，她也擅長天文方面的知識。不管是動畫還是原作都喜歡脫金森的衣服，喜歡吃金平糖跟在社辦點香（目的是壓制一樹的費洛蒙功效）。原本是被妹妹景仰的姊姊，但因為變得中二而離開京都。
動畫中，被一樹的第二人格曾稱呼為未婚妻，在一樹的第二人格之後而注意到對天悶社而言，可能不是「一樹是大家的玩具」，而是「大家是一樹的玩具」這種情形。能很快地製作製造抵抗一樹的第二人格的藥的機器，頭上的髮圈上寫著藥的方程式。
戶田山泉子（聲優：加藤英美里／野水伊織）
野矢家的女僕，同時也是響子的妹妹，高中一年級（原本是外校）。為了找一樹而來到天悶社，後來成為社員之一。動畫版中，一直到第五集才發現一樹，因為在那之前一樹都穿著女裝，而且第五集之後就決定轉學並加入天悶社。雖然說泉子的外表和外貌都很日本人，但是做為女僕身分時的名字「伊麗莎白‧瑪格麗特」似乎很西方化。個性很S，欺負一樹時會很興奮。而且似乎討厭響子。不過動畫中當一樹的第二人格覺醒時就臣服於一樹了。轉學前跟一樹是同班。
金森羽片（聲優：中原麻衣／西明日香）
腐女子，也是動畫御宅族一名，高中二年級，是響子的同學。金森自己買的同人誌（社團櫃子裡很多）會被響子剪開，常常也被響子脫掉衣服，最常被作來殺必死觀眾。此外常常妄想，有中二病的傾向。櫃子放有買來的cosplay用白綠相間的內褲。
廣松理圭（聲優：辻步美／村井理沙子）
天悶社中唯一的正常人，負責吐槽響子，高中二年級。是個貓癡。
大庭蓮實（聲優：川澄綾子／佐藤聰美）
天悶社的副社長，高中三年級。比起響子，很乾脆地就同意野矢加入天悶社了。此外，她不贊成結花廢掉天悶社。蓮實還鄭重地表示「一樹不是只是響子的玩具」、「一樹是天悶社的重要財產」。小時候和結花迷路來到充滿玫瑰，而且放有一架望遠鏡的宅邸，和住在這裡的獨居老奶奶相識，老奶奶的心願是能看到玫瑰星雲，所以和結花想拍下玫瑰星雲，但是還沒拍下之前，老奶奶就過世了。
動畫中，抵抗一樹的第二人格時戴著耳塞，而且說可以防止費洛蒙，而且塞著耳塞可以看口形知道對方說的話。
伊勢田結花（聲優：釘宮理惠／月宮美鳥）
學生會會長，是天悶社的社長，高中三年級。想以天悶社毫無作為這樣的理由廢掉天悶社。由於似乎跟大庭起了衝突而退社，不過因為大庭表示天悶社不接受退社，所以她現在還是天悶社社員。跟理圭相反，會對貓恐懼。一方面也很膽小，不敢聽鬼故事。小時候和蓮實迷路來到充滿玫瑰，而且放有一架望遠鏡的宅邸，和住在這裡的獨居老奶奶相識，老奶奶的心願是能看到玫瑰星雲，所以和蓮實想拍下玫瑰星雲，但是還沒拍下之前，老奶奶就過世了。此外動畫中，似乎喜歡蓮實。
大森莊子（聲優：名塚佳織）
天悶社的顧問老師，但每當失戀時，會將戴在貓咪上寫有她自己名字項圈拿下，帶去社團教室後離開。
動畫中，她一廂情願地單戀，被響子弄昏在垃圾堆，醒來發現其中有單戀對象丟棄的巨乳類雜誌，而認為她缺乏的是巨乳，想著都是如何增加罩杯尺寸。
神秘男子（聲優：–／井上和彦）
動畫中出現的神秘男子，自稱「EIJI」。事實上，他是一樹的哥哥，此外也是大森老師戀愛的對象（雖然只是單方面的）。

## 出版書籍
單行本
| 冊數 | 角川書店       | 角川書店               | 台灣角川      | 台灣角川               |
| 冊數 | 發售日期       | ISBN                   | 發售日期      | ISBN                   |
| ---- | -------------- | ---------------------- | ------------- | ---------------------- |
| 1    | 2009年10月10日 | ISBN 978-4-04-715312-7 | 2011年7月25日 | ISBN 978-986-287-275-8 |
| 2    | 2010年8月26日  | ISBN 978-4-04-715510-7 | 2011年9月29日 | ISBN 978-986-287-383-0 |
| 3    | 2012年1月26日  | ISBN 978-4-04-715801-6 | 2012年8月4日  | ISBN 978-986-287-869-9 |
| 4    | 2012年12月15日 | ISBN 978-4-04-120389-7 | 2013年8月15日 | ISBN 978-986-325-521-5 |

全彩單行本
| 冊數 | 角川書店      | 角川書店               |
| 冊數 | 發售日期      | ISBN                   |
| ---- | ------------- | ---------------------- |
| 1    | 2012年5月26日 | ISBN 978-4-04-120241-8 |
| 2    | 2012年7月26日 | ISBN 978-4-04-120320-0 |
| 3    | 2012年9月26日 | ISBN 978-4-04-120405-4 |

### 相關書籍
| 書名 | 角川書店     | 角川書店               | 角川書店 |
| 書名 | 發售日期     | ISBN                   |          |
| ---- | ------------ | ---------------------- | -------- |
|      | 2010年1月1日 | ISBN 978-4-04-900796-1 |          |

## 廣播劇CD
在原版單行本第一集中的廣告上發表了廣播劇的消息，而實際發售是在2009年12月30日，分成3150日元的普通版和4000日元的限定版，限定版上附有有狗神煌新畫的圖的電話卡。此外限定版也只在C77或透過Marine ENTERTAINMENT的通販販售。在初回的廣播劇中，不論是普通版和限定版都有附上特典。
| Marine娛樂 | Marine娛樂     |
| 名稱       | 發售日期       |
| ---------- | -------------- |
| 1          | 2009年12月30日 |
| 2          | 2010年12月29日 |

## 電視動畫
先行版於2012年7月14日開始在NICONICO播出，正式動畫在同年10月3日起於TOKYO MX等電視台開始播映。未播出動畫則附在預定於同年12月發售的漫畫第4卷Blu-ray限定版。

### 工作人員
- 原作、劇本：SCA-自、作畫：狗神煌
- 導演：岡本英樹
- 音樂：野中“MASA”雄一
- 音樂製作人：星野元樹、奥田良博
- 音樂製作：AMG MUSIC
- 音響製作：DAX INTERNATIONAL Inc.
- 系列構成：柿原優子
- 角色設計、總作畫監督：渡邊敦子
- 美術監督：東潤一、笠井美枝
- 美術設定：岩城萬里子
- 影像設定：石木剛啟
- 道具設定：横田拓己
- CG演出：井口光隆
- 3DL/O：行方利晴
- 編輯：右山章太
- 音響監督：明田川仁
- 動畫製作：AIC Classic
- 製作：海老川高校天悶部

### 主題曲

#### 先行配信版
主题歌（第1-9集片尾曲）
作詞：仲智唯，作曲、編曲：野中正雄一，演唱：星之少女tai☆
片尾曲（第10集）
作詞：三浦德子，作曲：松田良，編曲：谷口秀太，演唱：戶田山泉子（野水伊織）

#### 正式播出版
| 話數        | 曲名            | 演唱                                           | 作詞       | 作曲       | 編曲       | 註釋                           |
| 片頭曲      | 片頭曲          | 片頭曲                                         | 片頭曲     | 片頭曲     | 片頭曲     | 片頭曲                         |
| ----------- | --------------- | ---------------------------------------------- | ---------- | ---------- | ---------- | ------------------------------ |
| 第1、5、9話 |                 | 星之少女tai☆                                   | 仲智唯     | 野中正雄一 | 野中正雄一 | 不適用                         |
| 第2話       |                 | 西明日香 feat. 星之少女tai☆                    | 仲智唯     | 野中正雄一 | 野中正雄一 | 不適用                         |
| 第3話       |                 | 野水伊織 feat. 星之少女tai☆                    | 仲智唯     | 野中正雄一 | 野中正雄一 | 不適用                         |
| 第4話       |                 | 村井理沙子 feat. 星之少女tai☆                  | 仲智唯     | 野中正雄一 | 野中正雄一 | 不適用                         |
| 第6話       |                 | 月宮美鳥 feat. 星之少女tai☆                    | 仲智唯     | 野中正雄一 | 野中正雄一 | 不適用                         |
| 第7話       |                 | 戶田山響子（阿澄佳奈）                         | 仲智唯     | 野中正雄一 | 野中正雄一 | 不適用                         |
| 第8話       |                 | 戶田山響子（阿澄佳奈）feat.星の少女tai☆        | 仲智唯     | 野中正雄一 | 野中正雄一 | 不適用                         |
| 片尾曲      |                 |                                                |            |            |            |                                |
| 第1話       |                 | 金森羽片（西明日香）                           | 古田喜昭   | 古田喜昭   | 谷口秀太   | 超時空騎兵片頭曲               |
| 第2話       |                 | 伊麗莎白·瑪格麗特（野水伊織）                  | 古田喜昭   | 古田喜昭   | 谷口秀太   | 魔法小天使（我是小忌廉）片頭曲 |
| 第3話       |                 | 廣松理圭（村井理沙子）、伊勢田結花（月宮美鳥） | 東京一     | 冬木透     | 谷口秀太   | 超人七號主題曲                 |
| 第4話       |                 | 野矢一樹（伊瀨茉莉也）                         | 秋元康     | 中崎英也   | 谷口秀太   | 蒼藍流星片頭曲                 |
| 第5話       |                 | 廣松理圭（村井理沙子）、伊勢田結花（月宮美鳥） | 中村公晴   | 山下三智夫 | 谷口秀太   | 北斗神拳片頭曲                 |
| 第6話       | DON'T LOOK BACK | 金森羽片（西明日香）                           | 西田昌史   | 石原慎一郎 | 谷口秀太   | 超音戰士片頭曲                 |
| 第7話       |                 | 野矢一樹（伊瀨茉莉也）                         | 柳原幼一郎 | 柳原幼一郎 | 谷口秀太   | 不適用                         |
| 第8話       |                 | 大庭蓮實（佐藤聰美）                           | 金城哲夫   | 山本直純   | 谷口秀太   | 怪奇大作戰片尾曲               |
| 第9話       |                 | 戶田山泉子（野水伊織）                         | 奈良橋陽子 | 武川行秀   | 谷口秀太   | 不適用                         |
| 第10話      |                 | 戶田山響子（阿澄佳奈）                         | 三浦德子   | 松田良     | 谷口秀太   | 不適用                         |
| 插入曲      |                 |                                                |            |            |            |                                |
| 第1話       |                 | 不適用                                         | 不適用     | 野中正雄一 | 野中正雄一 | 不適用                         |
| 第6話       |                 | 不適用                                         | 不適用     | 野中正雄一 | 野中正雄一 | 不適用                         |
| 第8話       |                 | 不適用                                         | 不適用     | 野中正雄一 | 野中正雄一 | 不適用                         |
| 第9話       | WE GOTTA LOLITA | 不適用                                         | 不適用     | 野中正雄一 | 野中正雄一 | 不適用                         |
| 第10話      |                 | 星之少女tai☆                                   | 仲智唯     | 野中正雄一 | 野中正雄一 | 不適用                         |

### 各話列表
| 話數         | 標題                                 | 劇本     | 分鏡       | 演出       | 作畫監督                        | 總作畫監督                 | 首播日期       |
| ------------ | ------------------------------------ | -------- | ---------- | ---------- | ------------------------------- | -------------------------- | -------------- |
| 一等星（暫） | 覺醒吧！天悶傳說                     | 柿原優子 | 岡本英樹   | 岡本英樹   | 拓也                            | 渡邊敦子                   | 2012年 10月4日 |
| 二等星（暫） | 愛哭鬼片羽的華麗變身                 | 柿原優子 | 高橋淳     | 仁昌寺義人 | 山本周平 横田拓己               | 渡邊敦子                   | 10月11日       |
| 三等星（暫） | 從金平糖灌輸愛                       | 柿原優子 | 木村真一郎 | 木村真一郎 | 樋口博美                        | 松本昌子 渡邊敦子          | 10月18日       |
| 四等星（暫） | 刻印2012                             | 柿原優子 | 岡本英樹   | 中山敦史   | 鈴木美音織                      | 佐藤道夫 山川宏治 渡邊敦子 | 10月25日       |
| 五等星（暫） | 這裡是奇蹟的天悶社！女僕從天而降！   | 柿原優子 | 殿勝秀樹   | 阿部雅司   | 拓也 松本昌子 横田拓己 古川英樹 | 拓也 渡邊敦子 松本昌子     | 11月1日        |
| 六等星（暫） | 以星星為目標！夢見愛情的少女         | 山口宏   | 今泉賢一   | 高島大輔   | 飯飼一幸                        | 佐藤道夫 山川宏治 渡邊敦子 | 11月8日        |
| 七等星（暫） | 萬歲天                               | 柿原優子 | 岡本英樹   | 清水一伸   | 宮田留美 Heo Gi Dong            | 渡邊敦子                   | 11月15日       |
| 八等星（暫） | 無限的香草（費洛蒙）                 | 山口宏   | 木村真一郎 | 木村真一郎 | 樋口博美                        | 松本昌子                   | 11月22日       |
| 九等星（暫） | 天悶社的大勝利！迎向明天Ready Go！！ | 柿原優子 | 高橋亨     | 中山敦史   | 鈴木美音織                      | 山川宏治 渡邊敦子          | 11月29日       |
| 十等星（暫） | 綺麗夢中人                           | 柿原優子 | 岡本英樹   | 岡本英樹   | 佐藤道夫 松本昌子               | 渡邊敦子                   | 12月6日        |
| OVA          | GIGA ZONE 23 PARTII 請告訴我秘密     | 柿原優子 | 岡本英樹   | 別所誠人   | 佐藤道夫 松本昌子               | -                          | -              |

### 播放電視台
日本深夜動畫：下文記載的日本国内播放時間使用日本標準時間（UTC+9）表示。因為部分時間标识會採用30小时制，因此請留意这类超过24:00的时间，其實際播放時間為翌日清晨。
| 播放地域 | 播放電視台   | 播放日期                 | 播放時間（UTC+9）          | 所属联播网         | 備註           |
| 先行放送 | 先行放送     | 先行放送                 | 先行放送                   | 先行放送           | 先行放送       |
| -------- | ------------ | ------------------------ | -------------------------- | ------------------ | -------------- |
| 日本全國 | NICONICO直播 | 2012年7月14日 - 9月15日  | 星期六 23時30分 - 24時00分 | 網絡電視           | 時間移位非對應 |
| 正式放送 |              |                          |                            |                    |                |
| 東京都   | TOKYO MX     | 2012年10月3日 - 12月5日  | 星期三 25時00分 - 25時30分 | 獨立UHF局          |                |
| 兵庫縣   | SUN電視台    | 2012年10月3日 - 12月5日  | 星期三 26時05分 - 26時35分 | 獨立UHF局          |                |
| 福岡縣   | TVQ九州放送  | 2012年10月3日 - 12月5日  | 星期三 26時40分 - 27時10分 | 東京電視網         |                |
| 岐阜縣   | 岐阜放送     | 2012年10月4日 - 12月6日  | 星期四 25時45分 - 26時15分 | 獨立UHF局          |                |
| 三重縣   | 三重電視台   | 2012年10月4日 - 12月6日  | 星期四 26時20分 - 26時50分 | 獨立UHF局          |                |
| 千葉縣   | 千葉電視台   | 2012年10月5日 - 12月7日  | 星期五 25時30分 - 26時00分 | 獨立UHF局          |                |
| 日本全國 | BS11         | 2012年10月5日 - 12月7日  | 星期五 27時00分 - 27時30分 | 獨立UHF局 衛星電視 | ANIME+節目     |
| 埼玉縣   | 埼玉電視台   | 2012年10月7日 - 12月9日  | 星期日 24時30分 - 25時00分 | 獨立UHF局          |                |
| 神奈川縣 | 神奈川電視台 | 2012年10月7日 - 12月9日  | 星期日 24時30分 - 25時00分 | 獨立UHF局          |                |
| 日本全國 | AT-X         | 2012年10月8日 - 12月10日 | 星期一 23時30分 - 24時00分 | 衛星電視           | 有重播         |

## 角色歌曲
作為『耍笨樂曲企劃』，在每個禮拜的動畫播放完之後，在行動網站『Animation Romikkus』限定放送。
翻唱
歌：星之少女tai☆（野水伊織、西明日香、村井理沙子、月宮美鳥）
主題歌
歌：星之少女tai☆（野水伊織、西明日香、村井理沙子、月宮美鳥）
天悶社印象歌曲（第7集配樂）
 : 作詞：仲智唯 / 歌：公立海老栖川高中天悶社2年級（戶田山響子（阿澄佳奈）、金森羽片（西明日香）、廣松理圭（村井理沙子））
天悶社印象歌曲
歌：金森羽片（西明日香）
天悶社印象歌曲
歌：廣松理圭（村井理沙子）
戶田山響子角色單曲（第1集插入曲）
歌：戶田山響子（阿澄佳奈）
金森羽片角色單曲「Moe Romance」（第2集插入曲、正式播出版第9集配樂）
作詞：仲智唯 / 作曲、編曲：野中正雄一 / 歌：金森羽片（西明日香）
伊麗莎白・瑪格麗特角色單曲（第3集插入曲、正式播出版第8集配樂）
作詞：仲智唯 / 作曲、編曲：野中正雄一 / 歌：伊麗莎白・瑪格麗特（野水伊織）
廣松理圭角色單曲
歌：廣松理圭（村井理沙子）
戶田山泉子角色單曲（正式播出版第5、8、9集插入曲）
歌：戶田山泉子（野水伊織）
蝦掰廣播主題曲「Nebula」（第6集插入曲）
作曲、編曲：野中正雄一 / 歌：月宮美鳥、村井理沙子
伊勢田結花角色單曲「Canpeki?GIRL」
歌：伊勢田結花（月宮美鳥）
戶田山響子角色單曲
歌：戶田山響子（阿澄佳奈）
戶田山響子角色單曲
歌：戶田山響子（阿澄佳奈）

## 網路廣播
「目標聲優偶像！月宮&理沙理沙的鯉躍龍悶廣播」簡稱「蝦掰廣播」
在niconico頻道播放的網路廣播。隔週的星期五下午三點播放最新回。主持人是月宮美鳥（飾：伊勢田結花）和村井理沙子（飾：廣松理圭）。
- 第0回 2012年6月22日放送

來賓：野水伊織（飾：伊麗莎白‧瑪格麗特）、西明日香（飾：金森羽片）
- 第1回 2012年7月13日放送

來賓：AIC的各位
- 第2回 2012年7月27日放送

來賓：岡本英樹（導演）、渡邊敦子（角色設計）
- 第3回 2012年8月10日放送
- 第4回 2012年8月24日放送

來賓：野水伊織（飾：戶田山泉子）
- 第5回 2012年9月7日放送

來賓：女僕喫茶『@home cafe』的女僕小姐

## 其他
和SCA-自以及狗神煌有關的KeroQ跟枕雖然跟本作沒有關係，但兩個會互相宣傳。此外單行本中也會有工作人員合力著作的文章或畫等等。

## 外部連結
- 蝦掰天文社活動日誌On The Web（日語）
- 廣播劇CD介紹網頁（日語）
- 動畫官網（日語）